# Wahlkreis Florenz 2
Der Wahlkreis Florenz 2 war von 1993 bis 2005 ein Wahlkreis (italienisch collegio elettorale) für die Wahl der Abgeordnetenkammer.

## Wahlkreisgebiet
| Wahlkreise – Camera dei deputati – Toskana | Wahlkreise – Camera dei deputati – Toskana | Wahlkreise – Camera dei deputati – Toskana |
| Provinz                                    | Provinz                                    | Gemeinden nach Provinzen ⮞ Wahlkreis |
| ------------------------------------------ | ------------------------------------------ | --- |
|                                            | Provinz Arezzo (39 Gemeinden)              | 11 ⮞ Wahlkreis Arezzo 21 ⮞ Wahlkreis Montevarchi 7 ⮞ Wahlkreis Cortona |
|                                            | Provinz Florenz (44 Gemeinden)             | Teil von Florenz ⮞ Wahlkreis Florenz 1 Teil von Florenz ⮞ Wahlkreis Florenz 2 Teil von Florenz ⮞ Wahlkreis Florenz 3 14 + Teil von Florenz ⮞ Wahlkreis Florenz – Pontassieve 10 ⮞ Wahlkreis Bagno a Ripoli 8 ⮞ Wahlkreis Empoli 6 ⮞ Wahlkreis Scandicci 5 ⮞ Wahlkreis Sesto Fiorentino |
|                                            | Provinz Grosseto (28 Gemeinden)            | 10 ⮞ Wahlkreis Grosseto 17 ⮞ Wahlkreis Massa Marittima 1 ⮞ Wahlkreis Piombino |
|                                            | Provinz Livorno (20 Gemeinden)             | 1 + Teil von Livorno ⮞ Wahlkreis Livorno – Collesalvetti 2 + Teil von Livorno ⮞ Wahlkreis Livorno – Rosignano Marittimo 16 ⮞ Wahlkreis Piombino |
|                                            | Provinz Lucca (35 Gemeinden)               | 3 ⮞ Wahlkreis Lucca 26 ⮞ Wahlkreis Capannori 4 ⮞ Wahlkreis Viareggio 2 ⮞ Wahlkreis Massa |
|                                            | Provinz Massa-Carrara (17 Gemeinden)       | 2 ⮞ Wahlkreis Massa 15 ⮞ Wahlkreis Carrara |
|                                            | Provinz Pisa (39 Gemeinden)                | 3 ⮞ Wahlkreis Pisa 10 ⮞ Wahlkreis Cascina 25 ⮞ Wahlkreis Pontedera 1 ⮞ Wahlkreis Viareggio |
|                                            | Provinz Pistoia (22 Gemeinden)             | 8 ⮞ Wahlkreis Pistoia 12 ⮞ Wahlkreis Montecatini Terme 2 ⮞ Wahlkreis Prato – Montemurlo |
|                                            | Provinz Prato (7 Gemeinden)                | 2 + Teil von Prato ⮞ Wahlkreis Prato – Carmignano 4 + Teil von Prato ⮞ Wahlkreis Prato – Montemurlo |
|                                            | Provinz Siena (36 Gemeinden)               | 11 ⮞ Wahlkreis Siena 11 ⮞ Wahlkreis Cortona 14 ⮞ Wahlkreis Massa Marittima |

Der Wahlkreis umfasste den Teil der Gemeinde Florenz, der den folgenden ehemaligen Stadtbezirken (Circoscrizioni) entsprach: Gavinana – Badia a Ripoli (Circoscrizione 2), Santo Spirito – Porta Romana (Circoscrizione 3), Legnaia – Isolotto (Circoscrizione 4) und Mantignano – Ponte a Greve (Circoscrizione 5).

## Wahlergebnisse

### Parlamentswahl 1994

#### Direktstimmen
| Kandidaten               | Kandidaten                 | Parteien                                 | Stimmen | %    |
| ------------------------ | -------------------------- | ---------------------------------------- | ------- | ---- |
|                          | Alessandra Bonsantigewählt | Progressisti                             | 52.280  | 53,4 |
|                          | Tina Lagostena Bassi       | Polo delle Libertà (FI – LN – CCD – UdC) | 19.535  | 19,9 |
|                          | Fiordalisa Bozzetti Draghi | Patto per l’Italia                       | 12.283  | 12,5 |
|                          | Giuseppe Cancemi           | Alleanza Nazionale                       | 9.919   | 10,1 |
|                          | Matteo Mallardi            | Lista Marco Pannella – Riformatori       | 3.934   | 4,0  |
| Gesamt                   | Gesamt                     | Gesamt                                   | 97.951  | 100  |
|                          |                            |                                          |         |      |
| Ungültige Stimmen        | Ungültige Stimmen          | Ungültige Stimmen                        | 4.863   | 4,7  |
| Wähler                   | Wähler                     | Wähler                                   | 102.814 | 91,5 |
| Wahlberechtigte          | Wahlberechtigte            | Wahlberechtigte                          | 112.415 |      |
|                          |                            |                                          |         |      |
| Quelle: Innenministerium |                            |                                          |         |      |

#### Listenstimmen
| Parteien                             | Parteien                        | Parteien                           | Stimmen | %    |
| ------------------------------------ | ------------------------------- | ---------------------------------- | ------- | ---- |
|                                      | Progressisti                    | Partito Democratico della Sinistra | 34.336  | 34,6 |
| Partito della Rifondazione Comunista | Progressisti                    | 10.072                             | 10,2    |      |
| Federazione dei Verdi                | Progressisti                    | 2.851                              | 2,9     |      |
| Partito Socialista Italiano          | Progressisti                    | 2.526                              | 2,5     |      |
| La Rete                              | Progressisti                    | 1.845                              | 1,9     |      |
| Alleanza Democratica                 | Progressisti                    | 1.791                              | 1,8     |      |
| ↳ Gesamt                             | Progressisti                    | 53.421                             | 53,9    |      |
|                                      | Polo delle Libertà              | Forza Italia                       | 15.029  | 15,2 |
| Lega Nord                            | Polo delle Libertà              | 1.807                              | 1,8     |      |
| ↳ Gesamt                             | Polo delle Libertà              | 16.836                             | 17,0    |      |
|                                      | Patto per l’Italia              | Partito Popolare Italiano          | 7.771   | 7,8  |
| Patto Segni                          | Patto per l’Italia              | 6.369                              | 6,4     |      |
| ↳ Gesamt                             | Patto per l’Italia              | 14.140                             | 14,3    |      |
|                                      | Alleanza Nazionale              | Alleanza Nazionale                 | 9.519   | 9,6  |
|                                      | Lista Marco Pannella            | Lista Marco Pannella               | 4.710   | 4,8  |
|                                      | Socialdemocrazia per le Libertà | Socialdemocrazia per le Libertà    | 387     | 0,4  |
|                                      | Insieme per lo Sviluppo         | Insieme per lo Sviluppo            | 104     | 0,1  |
| Gesamt                               | Gesamt                          | Gesamt                             | 99.117  | 100  |
|                                      |                                 |                                    |         |      |
| Ungültige Stimmen                    | Ungültige Stimmen               | Ungültige Stimmen                  | 3.696   | 3,6  |
| Wähler                               | Wähler                          | Wähler                             | 102.813 | 91,5 |
| Wahlberechtigte                      | Wahlberechtigte                 | Wahlberechtigte                    | 112.415 |      |
|                                      |                                 |                                    |         |      |
| Quelle: Innenministerium             |                                 |                                    |         |      |

### Parlamentswahl 1996

#### Direktstimmen
| Kandidaten               | Kandidaten           | Parteien            | Stimmen | %    |
| ------------------------ | -------------------- | ------------------- | ------- | ---- |
|                          | Lamberto Dinigewählt | L’Ulivo             | 59.346  | 64,7 |
|                          | Massimo Ruffilli     | Polo per le Libertà | 31.052  | 33,9 |
|                          | Maura Addi           | Partito Umanista    | 1.278   | 1,4  |
| Gesamt                   | Gesamt               | Gesamt              | 91.676  | 100  |
|                          |                      |                     |         |      |
| Ungültige Stimmen        | Ungültige Stimmen    | Ungültige Stimmen   | 6.402   | 6,5  |
| Wähler                   | Wähler               | Wähler              | 98.078  | 88,3 |
| Wahlberechtigte          | Wahlberechtigte      | Wahlberechtigte     | 111.093 |      |
|                          |                      |                     |         |      |
| Quelle: Innenministerium |                      |                     |         |      |

#### Listenstimmen
| Parteien                                          | Parteien                             | Parteien                             | Stimmen | %    |
| ------------------------------------------------- | ------------------------------------ | ------------------------------------ | ------- | ---- |
|                                                   | L’Ulivo                              | Partito Democratico della Sinistra   | 33.732  | 35,9 |
| Rinnovamento Italiano                             | L’Ulivo                              | 6.921                                | 7,4     |      |
| Popolari per Prodi (PPI – SVP – PRI – UD – Prodi) | L’Ulivo                              | 5.103                                | 5,4     |      |
| Federazione dei Verdi                             | L’Ulivo                              | 2.238                                | 2,4     |      |
| ↳ Gesamt                                          | L’Ulivo                              | 47.994                               | 51,0    |      |
|                                                   | Polo per le Libertà                  | Alleanza Nazionale                   | 13.874  | 14,8 |
| Forza Italia                                      | Polo per le Libertà                  | 11.455                               | 12,2    |      |
| CCD – CDU                                         | Polo per le Libertà                  | 4.043                                | 4,3     |      |
| ↳ Gesamt                                          | Polo per le Libertà                  | 29.372                               | 31,2    |      |
|                                                   | Partito della Rifondazione Comunista | Partito della Rifondazione Comunista | 11.135  | 11,8 |
|                                                   | Lista Pannella – Sgarbi              | Lista Pannella – Sgarbi              | 2.124   | 2,3  |
|                                                   | Lega Nord                            | Lega Nord                            | 1.333   | 1,4  |
|                                                   | Partito Socialista                   | Partito Socialista                   | 718     | 0,8  |
|                                                   | Fiamma Tricolore                     | Fiamma Tricolore                     | 537     | 0,6  |
|                                                   | Movimento Autonomista Toscano        | Movimento Autonomista Toscano        | 490     | 0,5  |
|                                                   | Partito Umanista                     | Partito Umanista                     | 168     | 0,2  |
|                                                   | Mani Pulite                          | Mani Pulite                          | 157     | 0,2  |
| Gesamt                                            | Gesamt                               | Gesamt                               | 94.028  | 100  |
|                                                   |                                      |                                      |         |      |
| Ungültige Stimmen                                 | Ungültige Stimmen                    | Ungültige Stimmen                    | 4.076   | 4,2  |
| Wähler                                            | Wähler                               | Wähler                               | 98.104  | 88,3 |
| Wahlberechtigte                                   | Wahlberechtigte                      | Wahlberechtigte                      | 111.093 |      |
|                                                   |                                      |                                      |         |      |
| Quelle: Innenministerium                          |                                      |                                      |         |      |

### Parlamentswahl 2001

#### Direktstimmen
| Kandidaten               | Kandidaten              | Parteien           | Stimmen | %    |
| ------------------------ | ----------------------- | ------------------ | ------- | ---- |
|                          | Giovanni Bellinigewählt | L’Ulivo            | 54.161  | 61,0 |
|                          | Mario Razzanelli        | Casa delle Libertà | 29.131  | 32,8 |
|                          | Domenico Borsellino     | Lista Di Pietro    | 2.943   | 3,3  |
|                          | Antonio Bacchi          | Lista Emma Bonino  | 2.587   | 2,9  |
| Gesamt                   | Gesamt                  | Gesamt             | 88.822  | 100  |
|                          |                         |                    |         |      |
| Ungültige Stimmen        | Ungültige Stimmen       | Ungültige Stimmen  | 3.913   | 4,2  |
| Wähler                   | Wähler                  | Wähler             | 92.735  | 86,2 |
| Wahlberechtigte          | Wahlberechtigte         | Wahlberechtigte    | 107.556 |      |
|                          |                         |                    |         |      |
| Quelle: Innenministerium |                         |                    |         |      |

#### Listenstimmen
| Parteien                               | Parteien                             | Parteien                             | Stimmen | %    |
| -------------------------------------- | ------------------------------------ | ------------------------------------ | ------- | ---- |
|                                        | L’Ulivo                              | Democratici di Sinistra              | 28.880  | 32,3 |
| La Margherita (Dem – PPI – RI – Udeur) | L’Ulivo                              | 13.779                               | 15,4    |      |
| Partito dei Comunisti Italiani         | L’Ulivo                              | 2.197                                | 2,5     |      |
| Il Girasole (FdV – SDI)                | L’Ulivo                              | 2.144                                | 2,4     |      |
| ↳ Gesamt                               | L’Ulivo                              | 47.000                               | 52,6    |      |
|                                        | Casa delle Libertà                   | Forza Italia                         | 16.568  | 18,5 |
| Alleanza Nazionale                     | Casa delle Libertà                   | 10.702                               | 12,0    |      |
| CCD – CDU                              | Casa delle Libertà                   | 2.055                                | 2,3     |      |
| Nuovo PSI                              | Casa delle Libertà                   | 529                                  | 0,6     |      |
| Lega Nord                              | Casa delle Libertà                   | 434                                  | 0,5     |      |
| ↳ Gesamt                               | Casa delle Libertà                   | 30.288                               | 33,9    |      |
|                                        | Partito della Rifondazione Comunista | Partito della Rifondazione Comunista | 6.068   | 6,8  |
|                                        | Lista Emma Bonino                    | Lista Emma Bonino                    | 2.430   | 2,7  |
|                                        | Lista Di Pietro                      | Lista Di Pietro                      | 2.396   | 2,7  |
|                                        | Democrazia Europea                   | Democrazia Europea                   | 1.013   | 1,1  |
|                                        | Comunismo                            | Comunismo                            | 134     | 0,1  |
|                                        | Abolizione Scorporo                  | Abolizione Scorporo                  | 59      | 0,1  |
| Gesamt                                 | Gesamt                               | Gesamt                               | 89.388  | 100  |
|                                        |                                      |                                      |         |      |
| Ungültige Stimmen                      | Ungültige Stimmen                    | Ungültige Stimmen                    | 3.351   | 3,6  |
| Wähler                                 | Wähler                               | Wähler                               | 92.739  | 86,2 |
| Wahlberechtigte                        | Wahlberechtigte                      | Wahlberechtigte                      | 107.556 |      |
|                                        |                                      |                                      |         |      |
| Quelle: Innenministerium               |                                      |                                      |         |      |